# Kanton La Plaine-des-Palmistes
Kanton La Plaine-des-Palmistes (francouzsky Canton de La Plaine-des-Palmistes) byl francouzský kanton v departementu Réunion v regionu Réunion. Tvořila ho pouze obec La Plaine-des-Palmistes. Zrušen byl při reformě francouzských kantonů v roce 2014.